# 程维高
程维高（1933年9月5日—2010年12月28日），江苏苏州人，原中共河北省委书记、河北省人大常委會主任。中共第十三、十四、十五屆中央委員會委員。

## 生平
程维高于1949年到共青团常州地委参加工作，担任干事，1950年12月加入中国共产党，1959年，成为市委副书记的秘书，1965年，担任常州拖拉机厂厂长，1972年，担任常州上黄煤矿党委书记，1977年，担任常州市计委副主任兼建设委员会主任，1980年，担任常州市副市长，1983年，担任常州市委书记。1984年2月，担任中共南京市委书记、中共江苏省委常委，1988年，任中共河南省委副书记、省长。1990年7月，任中共河北省委副书记、省長，1993年1月至1998年10月任中共河北省委书记，1998年1月，当选为河北省人大常委会主任。
程维高在担任河北省委书记期间，用人不当，并利用职务助儿子经商，收受贵重礼品。其子程慕阳“整天打着他老子的旗号拉广告，拉赞助，招摇撞骗，对人封官许愿”，背靠父亲这棵“大树”，在没有投入过一分钱的情况下，用不到10年时间，创办了32家海内外公司，资产总值达数亿元人民币。2000年8月，程维高秘书李真受贿、贪污案发，程慕阳在其父安排下经香港逃往加拿大。2003年8月，经中共中央批准，给予程维高开除党籍处分，撤销其省部级正职待遇，按照副省级待遇退休。2006年9月，时任中共中央纪委常委干以胜在国新办发布会上表示没有发现程维高应当负刑事责任的情况及证据。
2010年12月28日11时16分在江苏省常州市辞世，终年78岁。

## 家庭
- 配偶 张佩斐
- 儿子 程慕阳